# Villanueva de Sigena
Villanueva de Sigena ist eine Gemeinde in der Provinz Huesca der Autonomen Region Aragón in Spanien. Sie liegt in der Comarca Monegros. Die am Río Alcanadre gelegene Gemeinde hatte im Jahre 2024 345 Einwohner. 

## Geschichte
Der schon in vorgeschichtlicher Zeit bewohnte Ort entstand wohl zur Zeit der Reconquista. Die Gattin des Königs Alfons II. von Aragón, Sancha von Kastilien, stiftete hier 1158 für Nonnen des Johanniterordens das Kloster Santa María del Coro, in dem sie 1208 als Nonne starb. Das Kloster wurde 1835 in der Desamortisation in Spanien aufgelöst, aber bald wieder besiedelt und 1923 zum Baudenkmal erklärt. Im Spanischen Bürgerkrieg brannte es ab und gegen 1980 wurde es aufgegeben, aber 1985 von einer Gruppe von Schwestern einer anderen religiösen Gemeinschaft wieder besiedelt.
Bekannt wurde der Ort auch als Geburtsort des 1553 in Genf verbrannten Humanisten, Mediziners und Theologen Michael Servetus.

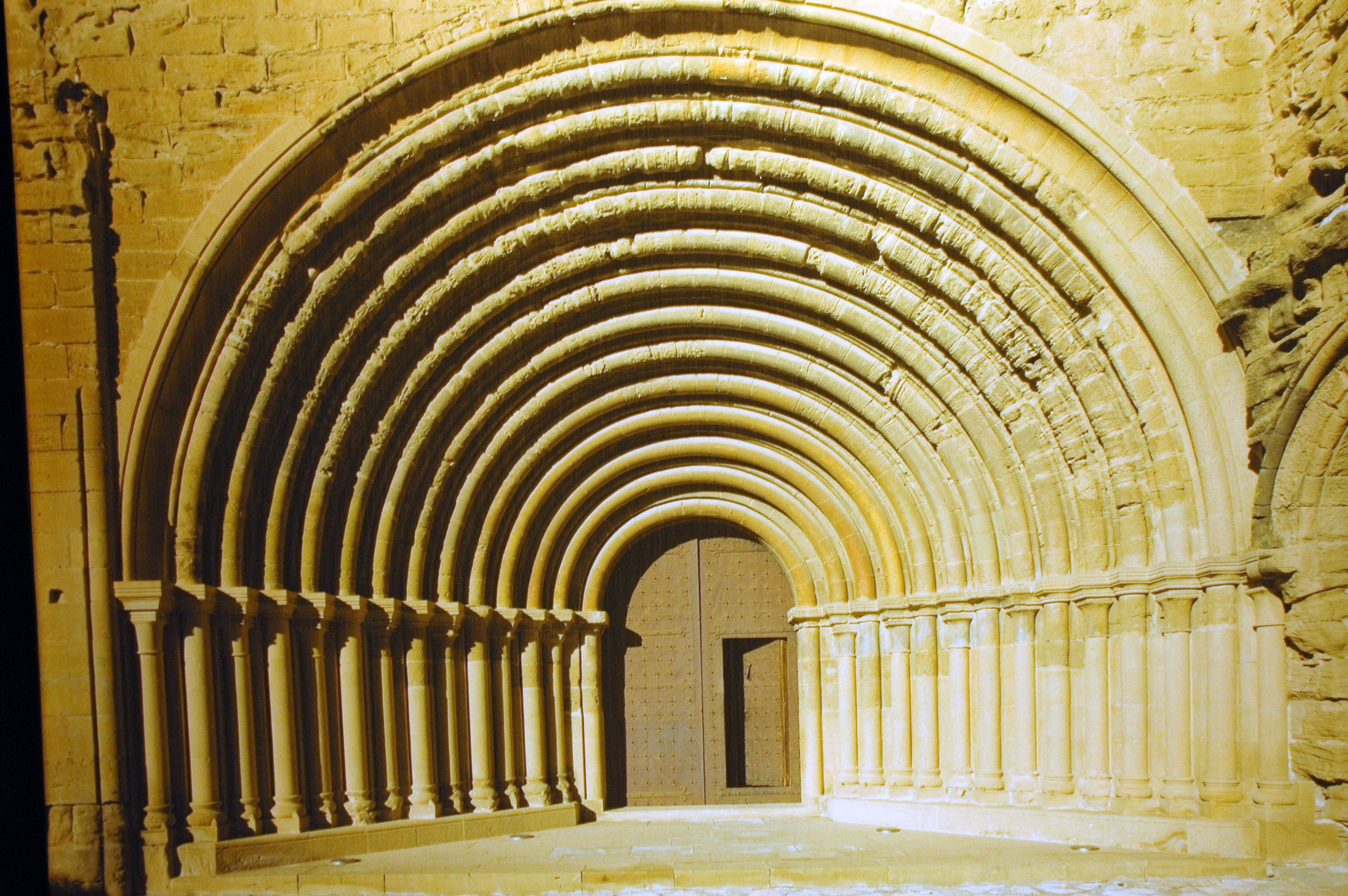
Portal des Klosters

## Sehenswürdigkeiten
- Geburtshaus von Michael Servetus
- Die protogotische Pfarrkirche
- Kloster Santa María de Sigena

## Gemeindepartnerschaften
- Villanueva de Sigena pflegt eine Städtepartnerschaft mit der französischen Stadt Tarascon.